# Getaneh Kebede
Getaneh Kebede (Adis Abeba, 3 de abril de 1992) é um futebolista profissional etíope que atua como meia-atacante.

## Carreira
Getaneh Kebede representou o elenco da Seleção Etíope de Futebol no Campeonato Africano das Nações de 2013.